# Schizothorax prenanti
Schizothorax prenanti és una espècie de peix cipriniforme de la família dels ciprínids.

## Morfologia
Els mascles poden assolir els 31,4 cm de longitud total.

## Distribució geogràfica
Es troba a la Xina.